# Epimastidia pilumna
Epimastidia pilumna är en fjärilsart som beskrevs av Druce 1894. Epimastidia pilumna ingår i släktet Epimastidia och familjen juvelvingar. Inga underarter finns listade i Catalogue of Life.